# جان ویلیامز (اقتصاددان)
جان کارول ویلیامز (انگلیسی: John Carroll Williams؛ زادهٔ ۱۲ ژوئن ۱۹۶۲) رئیس و مدیر اجرایی بانک فدرال رزرو نیویورک است که همچنین از سال ۲۰۱۱ تا ۲۰۱۸ به عنوان رئیس بانک فدرال رزرو سان‌فرانسیسکو خدمت کرده‌است. او در حال حاضر به عنوان نایب‌رئیس کمیته بازار آزاد فدرال خدمت می‌کند.